# Decsi-Kiss Jánosné Csorba Mária
Decsi-Kiss Jánosné Csorba Mária (Zalaegerszeg, 1951 –) Tolna megyében élő gyöngyfűző népi iparművész.

## Élete
1970-ben került a Sárközbe, egy olyan családba, ahol mindig nagy szeretettel és természetességgel fordultak a népművészet felé, hiszen mindennapi életük része volt. Először a népdalok, táncok ragadták meg. Zalaegerszegen, a Liszt Ferenc Zenei Általános Iskolában ilyen alapokat kapott országosan is elismert népdalgyűjtő iskolaigazgatójától, Vajda Józseftől. Decsen később a viselet, a szőttesek, hímzések voltak rá nagy hatással. A gyöngyfűzés mellett véletlenül kötött ki, miután az első egyszerűbb mintákat Dorka lányától megtanulta, aki a néhai, és általuk igen szeretett Berekai és Oláh Éva nénikhez járt gyöngyfűzést tanulni.

## Pályafutása
1992-ben férjével közösen nyári ifjúsági alkotótelepet indítottak Szálkán, ahol a szakmai programok mellett önként vállalt feladatukká tették a környék népi kismesterségeinek megismertetését, azok alapjainak tanítását. 1993 óta ő vezeti a gyöngyfűző foglalkozásokat, ami arra is ösztönözte, hogy saját tudását gyarapítsa, gyűjtse a még fellelhető mintákat. Erre a munkára 1995-ben pályázatot adott be a Pro Renovanda Cultura Hungariae Alapítványhoz, amit elfogadtak és támogattak.
1996 óta tagja a Tolna Megyei Népművészeti Egyesületnek, azóta részt vesz megyei és más népművészeti kiállításokon, pályázatokon.
1997-98-ban elvégezte a Magyar Művelődési Intézet és a bonyhádi Vörösmarty Mihály Művelődési Ház közös szervezésében meghirdetett népi játszóházi foglalkozásvezető tanfolyamot. Ennek zárásaként szakdolgozatot írt a sárközi gyöngygallérokról. Dr. Tarján Gábor néprajzkutató véleménye a szakdolgozatról: „Rendkívül értékes dolgozat. Nagyon jó irodalmi feldolgozás és felettébb értékes saját gyűjtés. Kiváló a képanyag! Érdemes a publikálásra!"
Az 1996-ban újjászerveződött Tolna Megyei Népművészeti Egyesület elnöke és titkára biztatásáral, 1997 őszén zsűriztette először a munkáit a Népi Iparművészeti Tanács zsűrijével. Azóta minden évben kéri irányításukat és szakmai véleményüket.
1999-ben a Tolna Megyei Népművészeti Egyesület ellenőrző bizottság elnökévé, majd 2000-ben az egyesület titkárává választották.
1999-ben az Élő Népművészet megyei pályázaton munkáival első díjat nyert, az országos kiállításon négy munkája szerepelt.
2000-ben a zsűrizéseken kapott „A” és „B” kategóriás alkotásoknak, valamint az országos pályázatokon való szereplések eredményeként Népi Iparművész címet szerzett. Az Iparművészeti Múzeumban rendezett Kézműves remekek pályázaton ítélték díjazásra méltónak a munkáit. VI. Népi Mesterségek Művészete pályázat Kecskemét III. díját kapta.
2001 óta az egyesület keretein belül országos gyöngyfűző táborokat szervez minden évben, ahol a sárközi gyöngygallér fűzését tanítják azoknak a felnőtt érdeklődőknek, akik fontosnak tartják a hagyományos magyar technikák elsajátítását. A Kézművesség az ezredfordulón pályázat díjazottja volt. Csurgón Oláh Mártával közös kiállítást rendezett.
2002 óta háromévente ugyancsak az egyesületen keresztül hirdetik meg a szekszárdi Duna Menti Folklór Fesztiválhoz kapcsolódóan az Országos Népi Ékszer Pályázatot, ahol a gyöngy mellett megjelennek a fa-, a csont-, a szaru-, a bőr-, az ötvös ékszerek stb. is. A Magyar Kézművesség 2002 pályázat díjazottja, a Tolna Megyei Kereskedelmi és Iparkamara különdíját kapta.
2003-ban az Iparművészeti Múzeumban rendezett Kézműves remekek pályázaton munkáit kiállította. A VII. Országos Népi Mesterségek Művészete pályázaton megosztott II. díjat kapott.
2004-ben a Népművészeti Egyesületek Szövetsége, valamint a Hagyományok Háza felhívása alapján az országban dolgozó gyöngyfűzők javaslatára előbb a „Minden Más” (gyöngy, lószőr, ötvös, tojásos, mézeskalácsos) szakmai bizottság, majd a 2007. évi szétválást követően a Népi Ékszer Szakmai Bizottság tagja lett. A Magyar Kézművesség 2004 pályázat díjazottja volt. „Mesterségem, te gyönyörű..." címmel közös kiállítást rendezett a Nemzeti Tankönyvkiadó galériájában Szalai Zsuzsa ruhakészítő és Oláh Márta gyöngyfűző népi iparművésszel. 2004 novemberétől a Hagyományok Háza Népi Iparművészeti Osztálya felkérésére az ékszer szakág bíráló bizottságának is tagja.
2005-ben „Mesterségem, te gyönyörű..." címmel közös kiállítást rendezett a révkomáromi Limes galériában Szalai Zsuzsa ruhakészítő és Oláh Márta gyöngyfűző népi iparművésszel együtt. A Magyar Kézművesség 2005 pályázat díjazottja volt.
2006-ban „Mesterségem, te gyönyörű..." címmel közös kiállítást rendezett a tamási Galériában Szalai Zsuzsa ruhakészítő és Kerti Eszter ékszerkészítő népi iparművésszel közösen. A Magyar Kézművesség 2006 pályázaton a munkái kiállításra kerültek. A VIII. Országos Népi Mesterségek Művészete pályázaton munkái kiállításra kerültek.
2007-ben a Magyar Kézművesség 2007 pályázaton a Pro Renovanda Cultura Hungariae Alapítvány Népművészetért Szakalapítvány különdíját, 2008-ban pedig a Magyar Kézművesség 2008 pályázaton a Miniszterelnöki Hivatal Alkotói díját kapta. 2009-ben a Magyar Kézművesség 2009 pályázaton A Magyar Kézművességért Alapítvány díját, illetve a Kossuth Könyvkiadó díját nyerte el. 2010-ben a Magyar Kézművesség 2010 pályázaton a Tolna Megyei Önkormányzat díjával jutalmazták.